# Nome (Alasca)
Nome (iñupiaq: Sitnasuaq) é uma cidade primária na Região Censitária de Nome, Alasca, Estados Unidos, localizado no sul da costa da península de Seward em Norton Sound, Mar de Bering. De acordo com a certificação do estado do Alasca de 2008, a população da cidade era de 3570 habitantes. Nome foi incorporada em 9 de Abril de 1901, e era uma das cidades mais populosas do Alasca. Nome reside na região da Bering Straits Native Corporation (BSNC).
A cidade de Nome afirma ser a casa da maior bateia do mundo, embora esta alegação seja contestada pela cidade canadense de Quesnel, Columbia Britânica.
No inverno de 1925, uma epidemia de difteria assolava os Inuit na área de Nome. As condições de nevasca em todo o estado impediram a chegada de um avião com um soro salva-vidas vindo de Anchorage. Um revezamento de equipes com trenós puxados por cães foi organizado para entregar o soro. Uma corrida anual de cães, a Iditarod Trail Sled Dog Race, comemora este acontecimento histórico.

## Etimologia

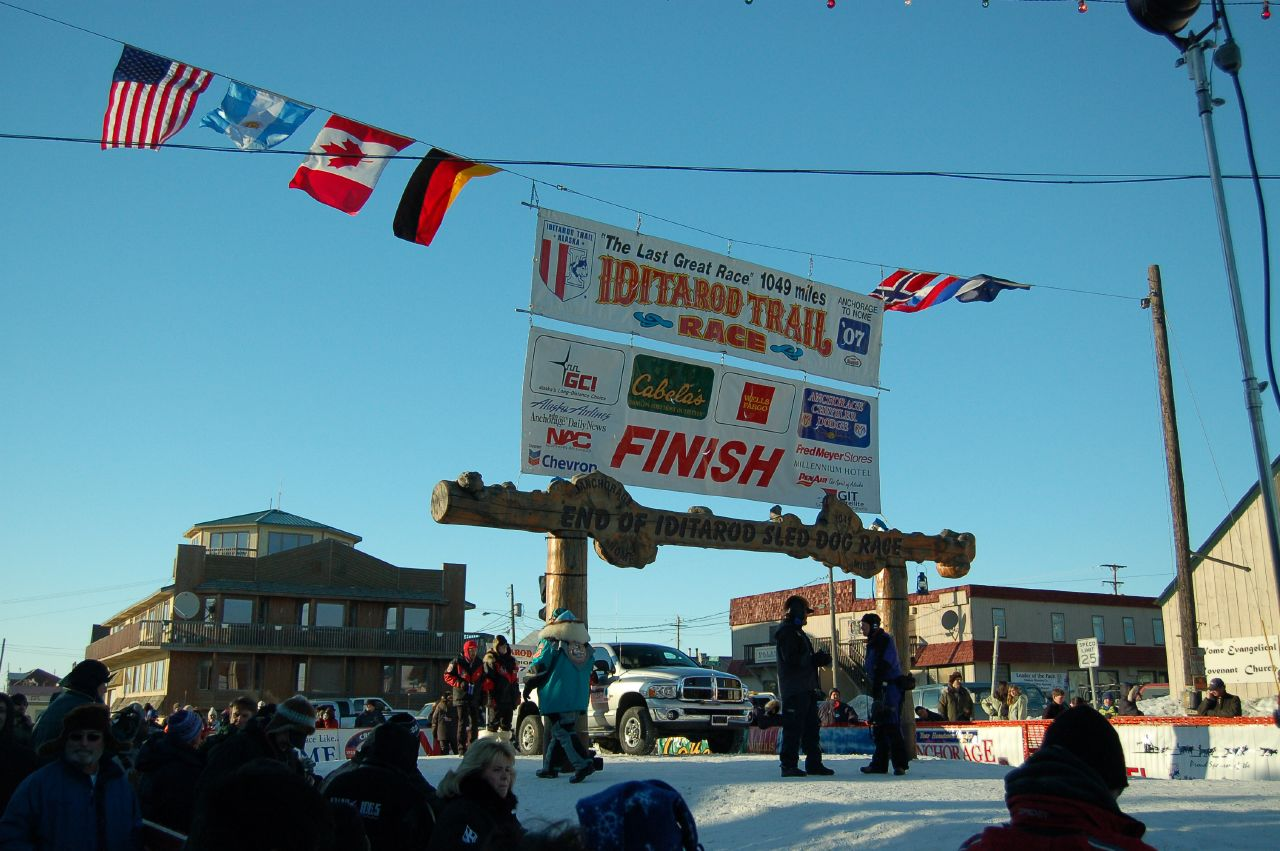
Chegada da Iditarod Trail Sled Dog Race, corrida que comemora o acontecimento de 1925

A origem do nome da cidade de Nome está ainda em debate.
O nome da cidade pode vir de um ponto de terra localizada doze milhas (19 km) da cidade. Cabo Nome recebeu seu nome por engano, quando um cartógrafo britânico copiou uma anotação num mapa feita por um oficial britânico em uma viagem até o estreito de Bering. O gestor tinha escrito "? Nome" ao lado da capa sem nome. O cartógrafo leu erroneamente a anotação como "C. Nome ", ou Cabo Nome, e usou esse nome em seu mapa.
O nome também pode ter sido dada pelo fundador de Nome, Jafet Lindeberg. A uma curta distância a pé de sua casa de infância em Kvænangen, Noruega, há um vale chamado Nome.
Em fevereiro de 1899, alguns mineiros e comerciantes locais votaram mudar o nome de Nome para Anvil City, por causa da confusão com Cabo Nome, 12 milhas (19 km) ao sul, e o rio Nome, com foz a quatro milhas (6 km) ao sul de Nome. Os Correios dos Estados Unidos em Nome se recusaram a aceitar a mudança. Temendo a mudança da agência para Nome City, um campo de mineração no rio Nome, os comerciantes insatifeitos concordaram em mudar o nome de Anvil City para Nome novamente.

## Geografia e Clima
Nome está localizada a 64°30′14" N, 165°23′58" O (64,503877, -163,399409). De acordo com o United States Census Bureau, a cidade tem uma área total de 55 quilômetros quadrados, dos quais, 32,5 quilômetros quadrados de terra e 23,5 quilômetros quadrados de água.
| Tabela Climática de Nome            |       |       |       |       |       |       |       |       |       |       |       |       |
| Mês                                 | Jan   | Fev   | Mar   | Abr   | Mai   | Jun   | Jul   | Ago   | Set   | Out   | Nov   | Dez   |
| Recorde de temperaturas altas (°C)  | 6     | 9     | 6     | 10    | 25    | 28    | 30    | 27    | 21    | 15    | 8     | 6     |
| Temperaturas altas comuns (°C)      | -10,3 | -10,2 | -7,9  | -2,8  | 6,1   | 12,1  | 14,7  | 13,3  | 9,2   | 1,1   | -5    | -9    |
| Temperaturas baixas comuns (°C)     | -18,7 | -19   | -17,2 | -10,8 | -0,5  | 4,7   | 8,1   | 7,3   | 2,8   | -5    | -11,7 | -17,3 |
| Recorde de temperaturas baixas (°C) | -47   | -41   | -43   | -34   | -23   | -5    | -1    | -3    | -12   | -23   | -39   | -40   |
| Precipitação (mm)                   | 23,36 | 19,04 | 15,23 | 16,50 | 18,79 | 28,95 | 54,60 | 82,04 | 63,75 | 40,13 | 32,51 | 25,65 |
| Fonte: USTravelWeather.com          |       |       |       |       |       |       |       |       |       |       |       |       |

De acordo com a classificação de Koppen, Nome tem um clima sub ártico severo com invernos longos e frios e verões curtos e suaves.

## Demografia
Segundo o censo americano de 2000, Nome possui uma população de 3 505 habitantes, 1 184 residências ocupadas e 749 famílias. A densidade populacional da cidade é de 108,0/km². A cidade possui um total de 1 356 residências. 37,89% da população de Nome são brancos, 0,86% são afro-americanos, 1,54% são asiáticos, 51,04% são nativos americanos ou inuítes, 0,06% são nativos de ilhas americanas no Pacífico, 0,43% são de outras raças e 8,19% são descendentes de duas ou mais raças. 2,05% da população da cidade são hispânicos de qualquer raça.

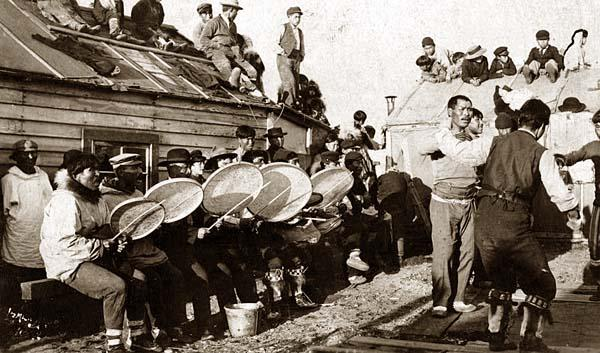
Dança inuit próxima em Nome, 1900

Existem 1184 residências ocupadas na cidade, dos quais 38,9% são ocupadas por ao menos uma criança com menos de 18 anos de idade, 41,7% são ocupadas por um casal, 12,3% são ocupadas por uma pessoa do sexo feminino sem marido, e 36,7% não são famílias. 27,4% de todas as residências ocupadas são ocupadas por apenas uma pessoa e 3,7% são ocupadas por apenas uma pessoa com mais de 65 anos de idade. Cada residência ocupada é ocupada por 2,79 pessoas, em média; o tamanho médio de uma família é de 3,45 pessoas.

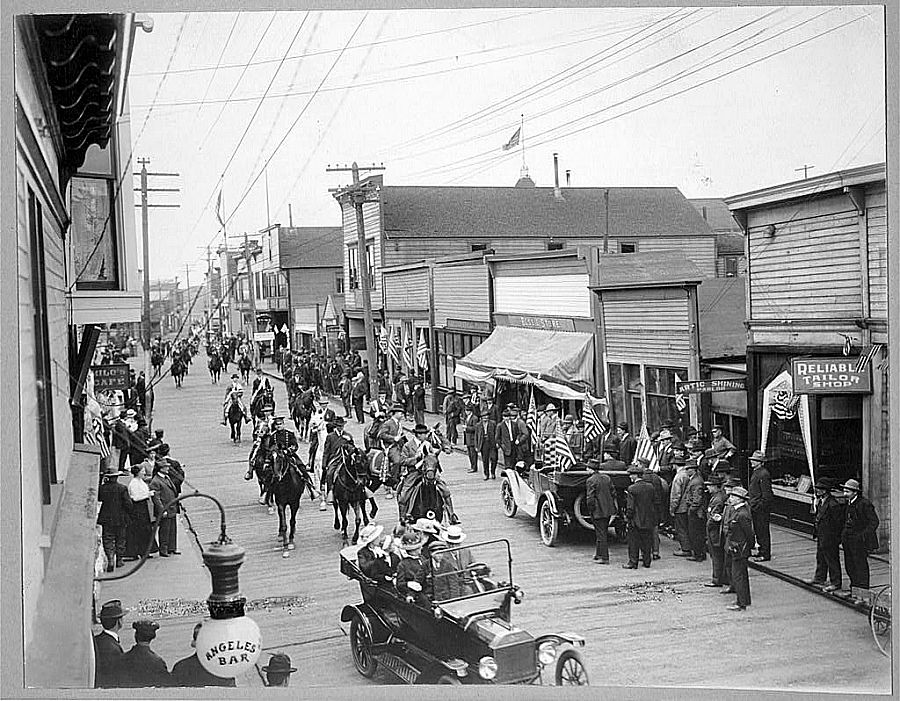
Parada de 4 de julho em 1916, Nome

31,9% da população da cidade possui menos de 18 anos de idade, 8% possuem entre 18 e 24 anos, 32,1% possuem entre 25 e 44 anos, 21,7% possuem entre 45 e 64 anos, e 6,2% possuem 65 anos ou mais de idade. Para cada 100 pessoas do sexo feminino existem 115,2 pessoas do sexo masculino. Para cada 100 pessoas do sexo feminino com 18 anos de idade ou mais, existem 117,8 homens.
A renda anual média de uma residência ocupada na cidade é de 59 402 dólares, e a renda média anual de uma família é de 68 804 dólares. Pessoas do sexo masculino possuem uma renda anual média de 50 521 dólares, e pessoas do sexo feminino, uma renda anual média de 35  804 dólares. A renda per capita da cidade é de 23 402 dólares. 6,3% da população e 5,4% das famílias da cidade vivem abaixo da linha de pobreza. 4,3% das pessoas com 18 anos ou menos de idade e 6,9% das pessoas com 65 anos ou mais de idade vivem embaixo da linha de pobreza.
A população de Nome é uma mistura de esquimós inupiat e não-nativos. Apesar de algumas oportunidades de emprego estarem disponíveis, atividades de subsistência são prevalentes na comunidade. Uma tribo reconhecida pelo governo federal está localizado na comunidade - a Comunidade Esquimó de Nome. Ex-moradores da Ilha King também vivem em Nome. A aldeia corporativa ANCSA em Nome é a Sitnasuak Native Corporation.

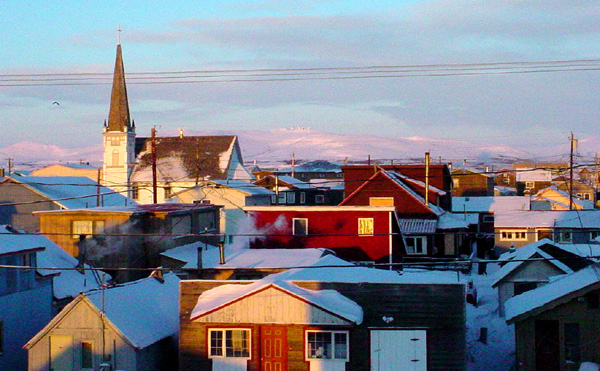
Casas em Nome

## História

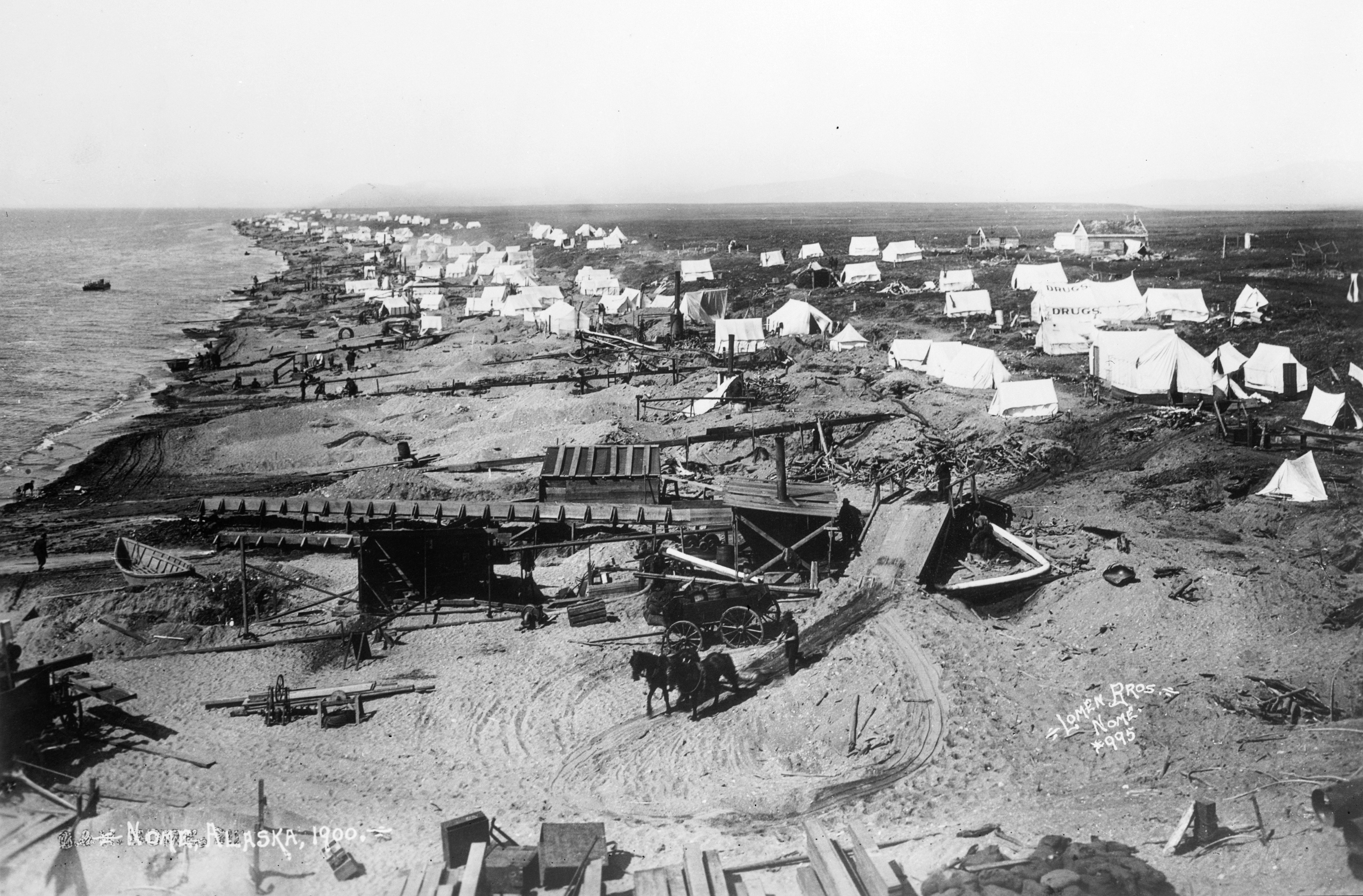
Nome, em 1900

Muitos retardatários tinham ciúmes dos descobridores originais e tentaram "saltar" os pedidos iniciais por depósito mineiro alegando que cobriam o mesmo chão. O juiz federal para a área considerou as reivindicações originais inválidas, mas alguns retardatários concordaram em compartilhar suas reclamações invalidadas com políticos influentes de Washington. Alexander McKenzie, um partidário republicano de alto escalão de Dakota do Norte, teve um interesse parcial na exploração de minérios, assegurou a nomeação do seu obediente comparsa Arthur Noyes como o juiz federal para a região do Nome, e os dois foram juntos para o Alasca para roubarem ricas minas de ouro em Nome. O roubo deslavado utilizando o sistema judicial federal foi finalmente interrompido, mas foi inspiração para a novela best-seller de Rex Beach, The Spoilers, que foi adaptada para uma peça teatral e cinco filmes, incluindo uma versão com John Wayne e Marlene Dietrich. John Wayne também estrelou o filme North to Alaska, que menciona Nome. Wyatt Earp também esteve em Nome num período curto.

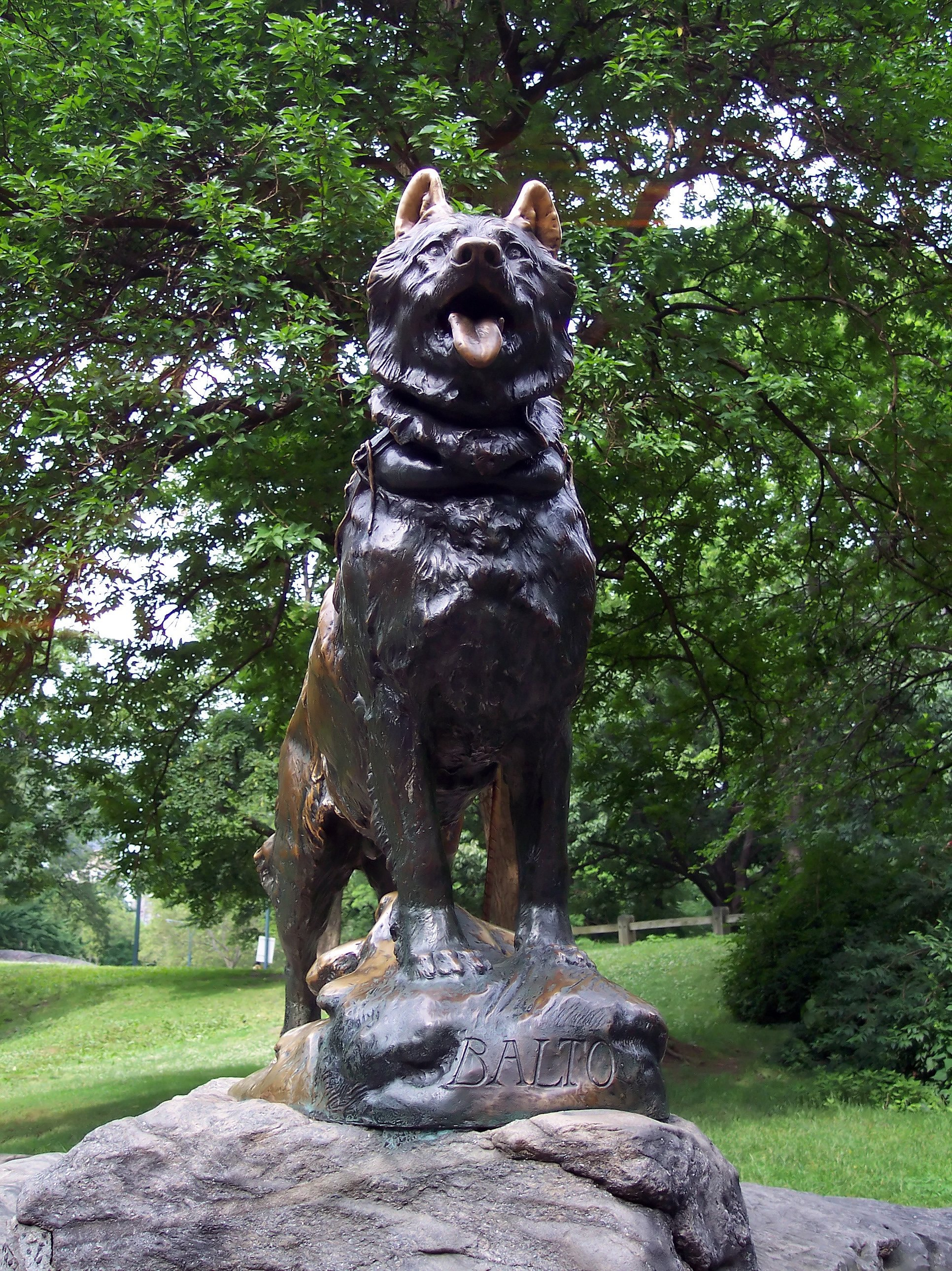
Estátua de Balto, o cão líder na equipe final do revezamento em 1925

O condutor de trenó do último grupo do revezamento foi Gunnar Kaasen; seu cão de trenó foi Balto. Uma estátua de Balto feita por F.G. Roth fica perto do zoológico do Central Park, Nova Iorque. Leonhard Seppala executou a penúltima e maior jornada, para levar o soro em 1925 até Nome. Um de seus cães, Togo, é considerado o herói esquecido da "Corrida da misericórdia", outro de seus cães, Fritz, é preservado e em exposição no M. Carrie McLain Memorial Museum, em Nome.

### Ensino Superior

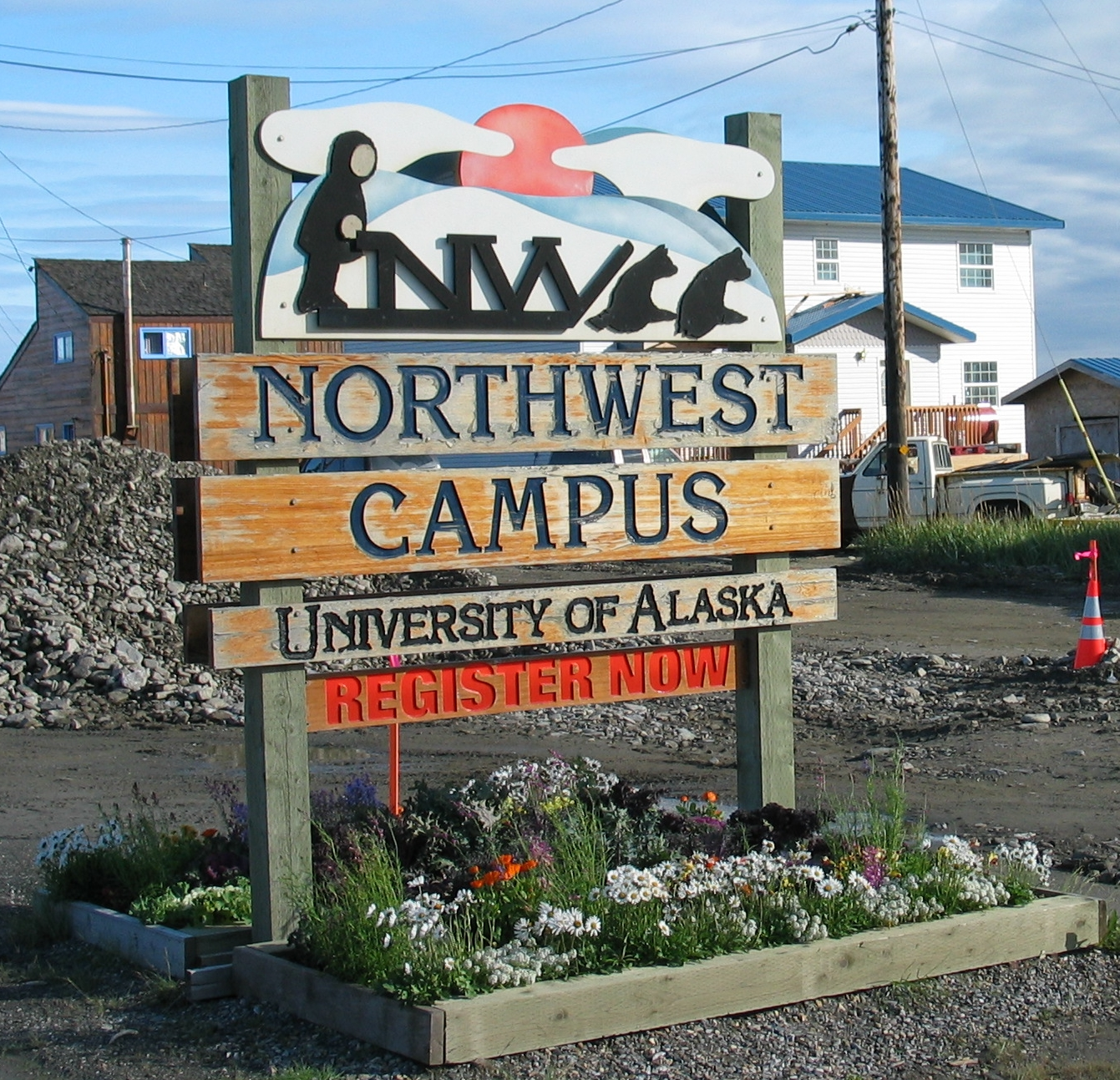
Campus Noroeste da Universidade do Alaska, em Nome

A Universidade do Alasca Fairbanks opera uma unidade regional de satélite em Nome chamada Campus Noroeste, anteriormente conhecida como Faculdade Comunitária do Noroeste.

### Cinema
Em 2009, o filme Contatos de 4º Grau estrelado por Milla Jovovich fazia referências a cidade de Nome, alegando inclusive que os fatos apresentados eram reais. Foi comprovado depois, e admitido até mesmo pela produtora do filme que não há qualquer tipo de indício ou relato de presença alienígena na cidade de Nome.

## Transportes

### Aeroportos

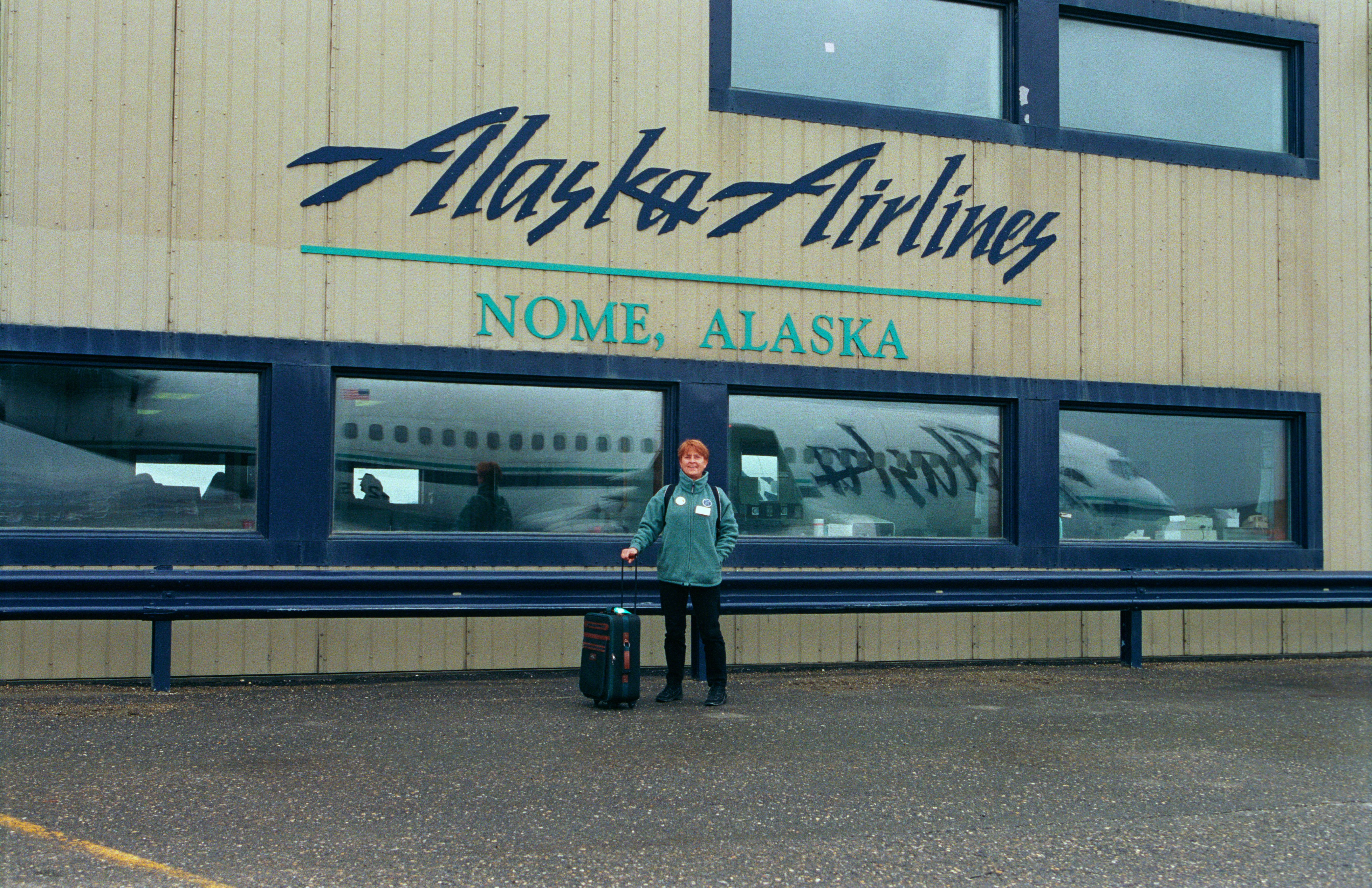
Aeroporto de Nome

Nome é um centro regional de transporte para aldeias vizinhas. Possui dois aeroportos estatais.
- Aeroporto de Nome - aeroporto de uso público localizado a duas milhas náuticas (3,7 km) a oeste do distrito comercial central de Nome, que tem duas pistas de asfalto pavimentadas: pistas 3/21 de 1.700 m por 46 metros e 10/28 de 1.829 m por 46 metros. Um projeto de melhoria do aeroporto de 8,5 milhões de dólares está quase completo. O aeroporto de Nome é servido pelas seguintes companhias aéreas em destinos non-stop através de serviços de voos regulares e charter:
  - Alaska Airlines (Anchorage, Kotzebue)
  - Bering Air (Brevig Mission, Council, Elim, Gambell, Golovin, Kotzebue, Koyuk, Diomedes Menor, Port Clarence, Saint Michael, Savoonga, Shaktoolik, Shishmaref, Stebbins, Teller, Tin City, Unalakleet, Wales, White Mountain)[10]
  - Frontier Flying Service Aeronave da Bering Air em Nome

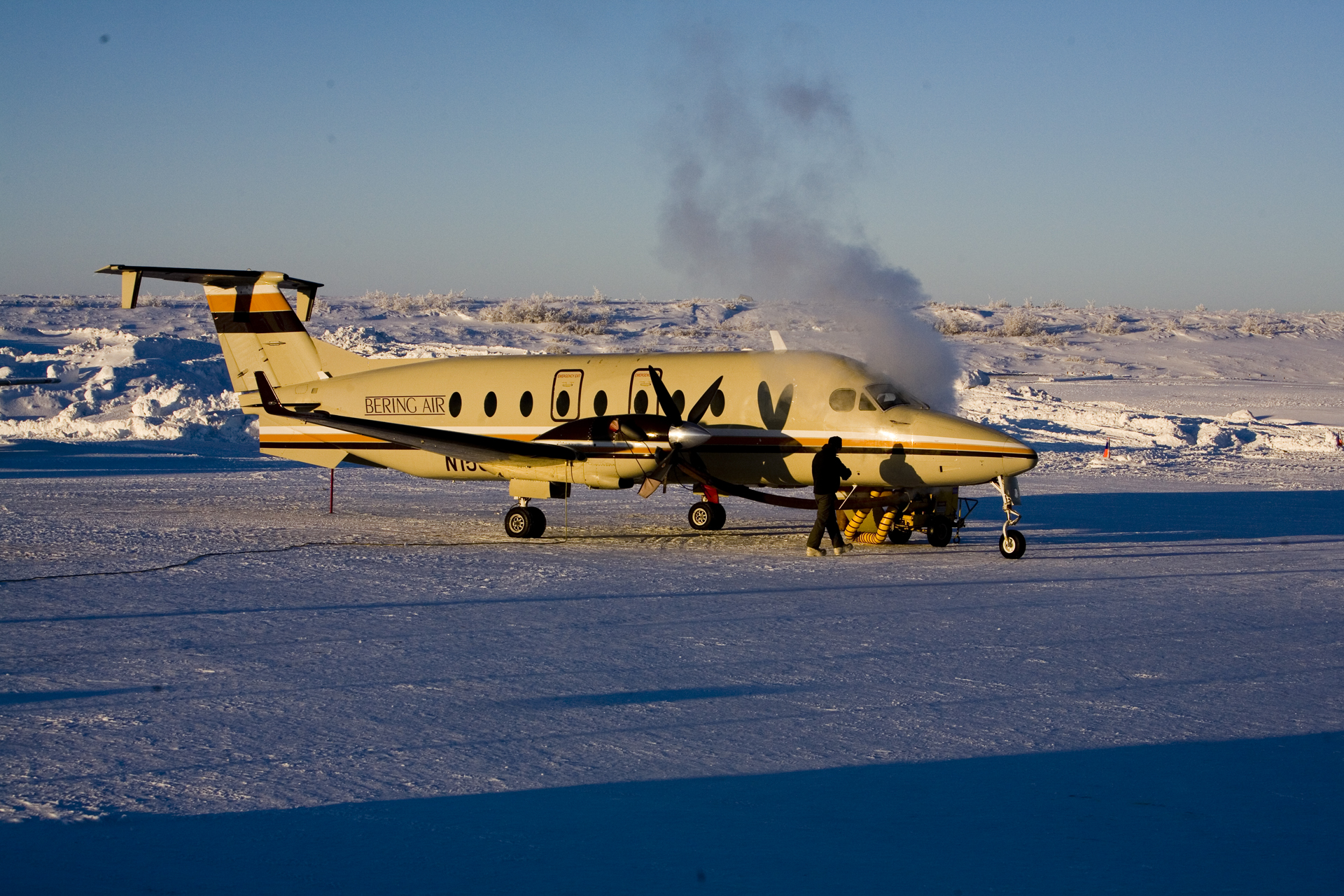
Aeronave da Bering Air em Nome

  - Hageland Aviation Services (Elim, Gambell, Golovin, Savoonga, Shaktoolik, Shishmaref, Stebbins, White Mountain, Brevig Mission, Teller, Wales, Unalakeet)[11]
  - Evergreen Helicopters oferece serviços para Gales e Diomedes Menor.
- Nome City Field - um aeroporto de uso público localizado a uma milha náutica (1,85 km) a norte do distrito comercial central de Nome, que tem uma pista designada 3 / 21, com uma superfície de cascalho medindo aproximadamente 1000 metros. É servido pela aviação geral.

### Porto Marítimo
Nome possui um porto de mar, utilizado pelos navios de carga e navios de cruzeiro, localizado em 64°30'N 165°24'W, no lado sul da península de Seward em Norton Sound.

### Transportes Terrestres

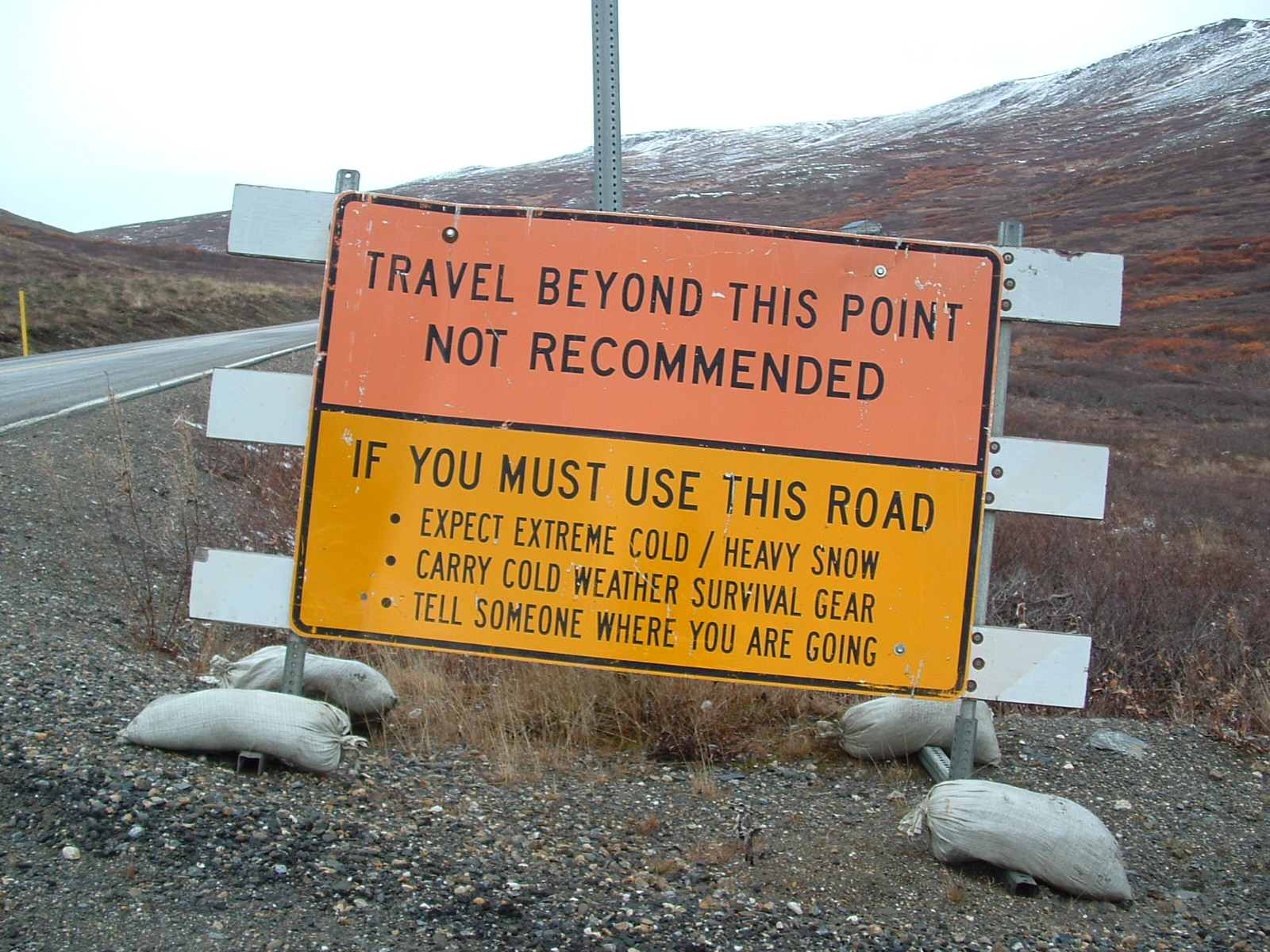
Placa de Advertência 3 quilômetros ao norte de Nome

Estradas locais levam a Teller, Council e ao Rio Kougarok, caso contrário, há pequenas estradas para as comunidades de até 87 quilômetros (54 milhas) de Nome. Não há ligação rodoviária das principais cidades do Alasca.
Não há ferrovias saindo de ou para Nome.
Há um projeto de uma rodovia de 800 quilômetros sendo discutido no Alaska. Ligaria a cidade de Manley Hot Springs, que já possui ligação com Fairbanks (e esta com a Alaska Highway, que liga o estado ao Canadá e ao território contínuo americano) até a cidade de Nome. Seu custo é estimado entre US$ 2,3 a 2,7 bilhões de dólares, ou aproximadamente 3,5 milhões de dólares por quilômetro.

## Saúde

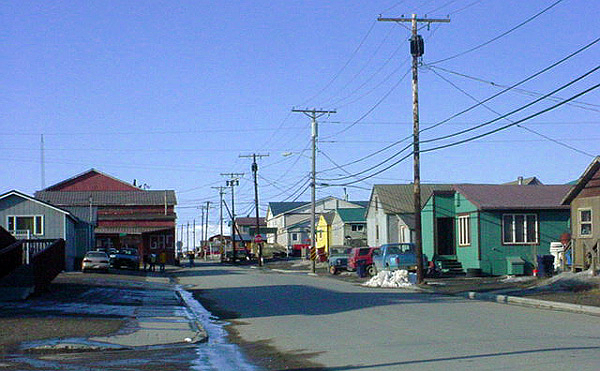
Dia de tempo mais ameno em Nome

Hospitais locais ou clínicas de saúde incluem o Norton Sound Hospital Regional e o Nome Health Center. O hospital possui uma qualificada unidade de terapia intensiva. Cuidados de longa duração são fornecidos pelo Quyaana Care Center (uma unidade do hospital). Atenção especializada está disponível através de diversos mecanismos, como o Norton Sound Community Mental Health Center, Turning Point - Saquigvik (vida de transição), e XYZ Senior Center. Nome é classificada como uma cidade grande/Centro Regional, é encontrada na Região EMS 5A na região do Norton Sound. Serviços de Emergência têm acessos limitados por rodovia, litoral e aeroportos. O serviço de emergência é fornecido pelo telefone 911 e pelo Serviço Voluntário de Ambulâncias do Departamento de Nome.
Uma nova sede para o Norton Sound Hospital Regional está sendo construída e deve ser inaugurada no ano de 2012